# Aldhelm
Aldhelm – imię męskie pochodzenia germańskiego, złożone z elementów ald — „stary” i helm — „hełm, ochrona”.
Patronem tego imienia jest św. Aldhelm, biskup w Sherborne (zm. w 709 roku). Alhelm imieniny obchodzi 25 maja. 